# 金岭镇 (淄博市)
金岭镇是中国山东省淄博市临淄区下辖的一个镇。

## 行政区划
现辖：
金南社区、金岭一村、金岭二村、金岭三村、金岭四村、金岭五村、金岭六村、艾庄村、刘辛村和披甲村。